# Zygmunt Bauman

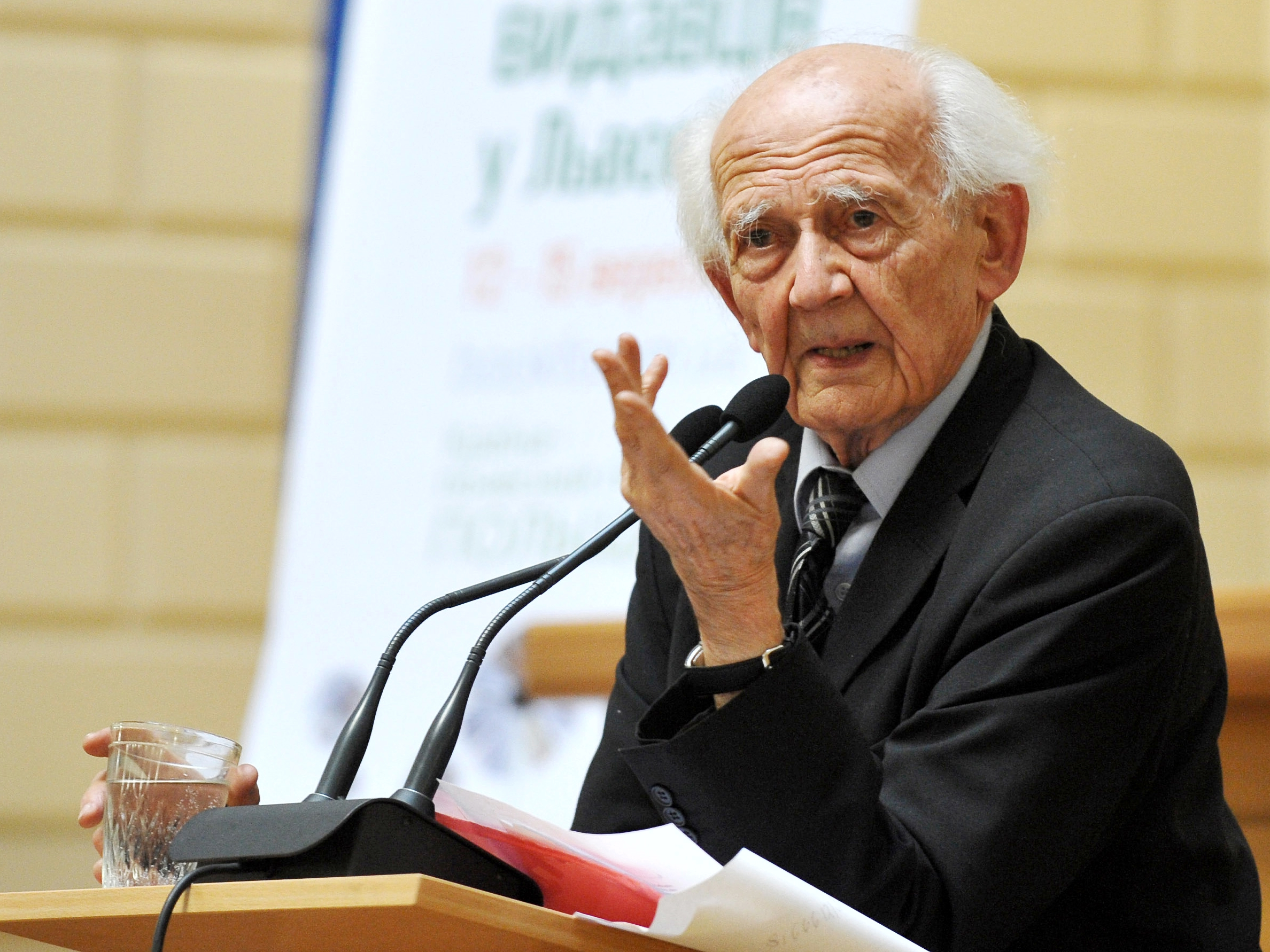
Zygmunt Bauman in 2013

Zygmunt Bauman (Poznań, 19 november 1925 – Leeds, 9 januari 2017) was een Pools-Britse socioloog en filosoof van Joodse afkomst. In de jaren tachtig verwierf hij bekendheid met zijn boeken over moderniteit. 
Bauman was professor in de sociologie aan de Universiteit van Warschau, de Universiteit van Tel Aviv en de Universiteit van Leeds. Daarnaast was hij gastprofessor aan de Universiteit van Berkeley, de Yale-universiteit, in Canberra, St. John's en de Universiteit van Kopenhagen.

## Jonge jaren
Bauman werd geboren in een Joods gezin in Polen dat het joodse geloof echter niet praktiseerde. Als in 1939 nazi-Duitsland Polen binnenvalt, vlucht het gezin naar de Sovjet-Unie. Bauman zal later dienen in het Poolse leger aan het einde van de Tweede Wereldoorlog en maakt de verdrijving van de nazi's mee. Na de oorlog studeert hij sociologie aan de Universiteit van Warschau. In 1954 gaat hij lesgeven in dezelfde universiteit. In het kader van zijn functie bezocht hij regelmatig het Westen. Tijdens een verblijf aan de London School of Economics bereidt hij zijn dissertatie voor, met als onderwerp het Brits socialisme. Deze dissertatie wordt in 1959 gepubliceerd. 
Na zijn dissertatie heeft Bauman de smaak te pakken en publiceert hij vaker. Zijn eerste boek voor een breed publiek verschijnt in 1964: Sociology for everyday life. Bauman is in die tijd nog een overtuigd communist, maar zijn denkbeelden worden meer en meer liberaal. Hij wordt ‘besmet’ met het liberale denken door zijn bezoeken aan het Westen en de kennismaking met werken van Antonio Gramsci and Georg Simmel.

## Vertrek uit Polen
In 1967 waait het antisemitisme in Polen weer op, aangezet en gestimuleerd door het communistische regime. Vanaf het einde van de Tweede Wereldoorlog tot 1967 was het antisemitisme in Polen latent aanwezig. Het sluimerende antisemitisme steekt, handig gemanipuleerd door het regime, in 1967 de kop op en leidt in 1968 tot de Poolse Politieke Crisis van 1968. Deze crisis verdrijft verreweg de meeste nog resterende Joden uit Polen. Voor WO II telde Polen 3,3 miljoen Joodse inwoners, na de oorlog 40.000 en na 1968 nog maar 5.000. Door de Poolse crisis verliest Bauman zijn leerstoel aan de universiteit. Hij vertrekt naar Israël waar hij les gaat geven aan de Universiteit van Tel Aviv. In 1971 wordt hij gevraagd door de Universiteit van Leeds, waar hij tot 1990 zal blijven. Vanaf zijn aanstelling in Leeds publiceert Bauman vooral in het Engels. 

## Interesses
Bauman is in aanvang vooral geïnteresseerd in de stratificatie van de maatschappij – stratificatie staat voor ‘gelaagdheid’. Hoe ontstaan hogere en lagere klassen? En wat houdt ze in stand? Ook de arbeidersbeweging interesseert hem – in hoeverre emancipeert deze beweging de arbeiders of houdt deze beweging de verdeling in de maatschappij juist in stand? Van stratificatie en emancipatie van lagere klassen, verschuift zijn interesse meer en meer richting globalisering en moderniteit. Toen hij nog actief was als academicus in Polen bestudeerde Bauman de geschiedenis van de socialistische partij van Engeland. Ook droeg hij bij tot het formuleren van een zogenaamd humanistisch en revisionistisch Marxisme. Dit deed hij vooral onder invloed van de Italiaanse filosoof Antonio Gramsci. Vooral diens werk Prison Notebooks had een grote invloed op het denken van Bauman in zijn vroege jaren. Bauman schenkt in zijn werken ook veel aandacht aan ethische vraagstukken. Hier is zeer duidelijk de invloed van de filosoof Emmanuel Levinas waar te nemen. Bauman besteedt ook veel aandacht aan de rol van utopieën en de rol van intellectuelen binnen de samenlevingen en de politiek.

## Holocaust
Rond zijn pensionering en daarna is Baumans meest productieve tijd. Hij voelt zich vrij om te publiceren wat hij wil. In 1989 verschijnt een boek dat hem buiten wetenschappelijke kringen bekendheid brengt: De moderne tijd en de Holocaust (Modernity and the Holocaust). Hierin vraagt Bauman zich af hoe het komt dat mensen zo weinig leerden van de Holocaust. Zijn conclusie luidt: ‘Omdat we de Holocaust buiten de normale gang van de geschiedenis hebben geplaatst.’ De Holocaust wordt gezien als een abnormaliteit, iets wat niet bij de mens past. De Holocaust is daarmee als een unicum op een zijspoor geplaatst. Als we er al naar kijken, dan is het als een aberratie, niet als iets ‘natuurlijks’ waar je uit kan leren. ‘Want zoiets gebeurt eens maar nooit weer’. Daarmee sust de westerse mens zijn geweten: ‘Het was een eenmalige gekte, die nooit meer zal voorkomen’. Ook voor de Joden biedt dit standpunt voordelen. Ze zijn slachtoffer van het meest gruwelijke dat een volk ooit kon overkomen. Bauman bestrijdt dat en wijst op huidige genocides elders in de wereld. Wat de Holocaust onderscheidt van andere genocides is de bureaucratie waarmee de Holocaust gepaard ging. Maar dat betekent niet dat de Holocaust uniek was. De drang om afwijkende mensen onschadelijk te maken is inherent aan de mens zelf. Juist daarom hadden we meer moeten leren van de Holocaust.

The modern era was a journey towards perfection. For the same reasons, the modern era was also an era of destruction.
— Zygmunt Bauman

## Postmodernisme
Vanaf 1987 publiceert Bauman over het postmodernisme. Hij verhaalt over een wereld die voortgedreven wordt door economisch gewin, waarin het menselijke van onderschikt belang is. In zijn boek Wasted Lives (ondertitel: 'Modernity and its Outcasts’) beschrijft Bauman hoe elke uithoek van de wereld wordt beïnvloed door globalisering. Door toegenomen communicatie kan iedereen kennisnemen van het leven (en soms de luxe) in andere werelddelen. Dat brengt enerzijds migratie op gang van het Zuiden naar Noorden en van het Oosten naar het Westen, maar in de meer ontwikkelde landen zien we tegelijkertijd protectionisme ontstaan: de ontwikkelde landen verdedigen hun eigen systeem. Mensen die niet kunnen meekomen in de vaart der volkeren leiden een ‘wasted live’. Bauman schetst geen optimistisch beeld, volgens hem is de politiek – die lokaal is georganiseerd – niet bij machte de economische globale krachten in andere banen te leiden. Dit thema komt terug in zijn boek over globalisering en in veel andere werken. Volgens Bauman is de politiek lokaal verankerd gebleven terwijl de macht zich heeft geglobaliseerd. Dit zorgt voor problemen. De politiek kan geen oplossingen meer bieden voor de globale problemen. In zijn boek Liquid Fear betoogt Bauman dat er dankzij deze discrepantie tussen politiek en macht een angstcultuur ontstaat onder de bevolking. De gewone mensen krijgen in de gaten dat de politiek geen adequate antwoorden meer heeft voor de globale problemen en komen zo in een toestand van onzekerheid en angst terecht. Deze angst uit zich onder andere in angst voor het vreemde en leidt op die manier zelfs tot racisme. De angst leidt ook tot het ontstaan van de zogenaamde gated communities. Dit zijn leefgemeenschappen waarin mensen zich afscheiden van de maatschappij met als doel iedere bedreiging van buitenaf te vermijden.
Zijn biograaf Dennis Smith beschrijft Zygmunt Bauman in 1999 nog als een profeet van het postmodernisme. Vanaf 2000 zou hij echter steeds kritischer gaan staan ten aanzien van het postmodernisme en de invloed ervan op de maatschappij. Vanaf 2000 spreekt hij dan ook louter nog over de moderne vloeibare samenleving. Hoe deze zich verhoudt tot het postmodernisme is soms niet helemaal duidelijk. Wat wel duidelijk is, is het feit dat Bauman steeds pessimistischer wordt over het leven in de modern vloeibare maatschappij. Ook de economische ongelijkheid op nationaal en globaal niveau blijft steeds toenemen.

## Moderne vloeibare tijd
In de beginjaren van de 21ste eeuw legt Bauman zich toe op het bestuderen en het beschrijven van de moderne vloeibare tijd en de moderne vloeibare samenleving. Met name sinds het verschijnen van Liquid Modernity in 2000 is dit het geval. In Liquid Love beschrijft Bauman de toestand van intermenselijke relaties en de toestand van liefde in de modern vloeibare samenleving. Zijn analyse is pessimistisch. Menselijke relaties zijn zeer broos en vergankelijk geworden. Zelfs familiale banden lijken binnen de modern vloeibare samenleving niet meer te kunnen rekenen op de stabiliteit van vroeger. Huwelijken lopen massaal op de klippen en relaties worden gemakkelijker verbroken dan aangemaakt. Kenmerkend voor de moderne vloeibare samenleving is het gemak waarmee relaties worden stopgezet. Mensen worden als het ware als wegwerpproducten bij het huisvuil gezet bij de minste relatieproblemen die zich voordoen. Er wordt amper nog moeite gedaan om relaties te redden in het geval van problemen. Het boek Liquid Life is grote mate een uitbreiding van Liquid Love. In dit boek onderzoekt Bauman onder andere het fenomeen speeddating. Ook besteedt hij hier veel aandacht aan de toestand van de arbeidsmarkt en de toename van flexibele arbeid. Deze analyses sluiten nauw aan bij het werk van de Amerikaanse socioloog Richard Sennett die door Bauman ook uitvoerig geciteerd wordt. Deze flexibiliteit die samengaat met onzekerheid is volgens Zygmunt Bauman symptomatisch voor de moderne vloeibare tijd.  Liquid Times uit 2007 is een soort samenvatting van het werk over de moderne vloeibare samenleving. In Consuming Life wordt de consumptiemaatschappij bekeken vanuit de moderne vloeibare samenleving.  
De Belgische cultuurwetenschapper Christophe Andrades heeft zich toegelegd op het verder analyseren van deze Baumaniaanse analyse van de westerse samenleving aan het begin van de 21ste eeuw. 
Steeds meer concentreert Bauman zich in zijn werken op het beschrijven van alledaagse culturele fenomenen uit de hedendaagse samenleving. Zo schrijft hij in het boek Does Ethics Have a Chance in a World of Consumers? onder meer over online dating, bloggen en populaire televisieprogramma's zoals The Weakest Link en Big Brother.
Het concept van de moderne vloeibare samenleving werd overgenomen door andere denkers. De Amerikaanse socioloog Moris Berman gebruikt het concept van de moderne vloeibare samenleving om de Amerikaanse samenleving aan het begin van de 21ste eeuw te beschrijven. De Nederlandse mediawetenschapper Mark Deuze introduceerde in de nasleep van Bauman het concept vloeibare journalistiek

## Overlijden
Zygmunt Bauman overleed in 2017 op 91-jarige leeftijd in zijn woning in Leeds, Engeland.

## Prijzen
Bauman ontving voor zijn werk in 1992 de Europese Amalfi Prijs voor Sociologie en Sociale Wetenschappen en de Theodor W. Adorno Prijs in 1998.

## Kritiek
Veel analisten van de werken van Zygmunt Bauman wijzen op het essayistische en fragmentarische karakter van zijn latere boeken over de moderne vloeibare samenleving. Volgens hen is deze stijl niet wetenschappelijk en ontberen deze boeken zo een objectieve basis. Bauman zelf schrijft in de inleidingen van zijn boeken echter zelf dat het niet zijn bedoeling is om geheel afgewerkte boeken te presenteren. Hij ziet het als zijn taak om mee te delen hoe het voelt om in een modern vloeibare samenleving te leven. Bovendien verwijst hij ook soms naar zijn hoge leeftijd en beweert hij dat hij bijgevolg sneller moet schrijven om zijn boeken tijdig te kunnen afkrijgen.

## Werken
De namen van de werken zijn opgenomen in het Engels. Voor het ISBN wordt verwezen naar de Engelstalige Wikipedia. 
- 1959: British Socialism
- 1960: Class, Movement, Elite: A Sociological Study on the History of the British Labour Movement
- 1961: Questions of Modern American Sociology
- 1962: The Party Systems of Modern Capitalism
- 1962: The Society We Live In
- 1962: Outline of Sociology. Questions and Concepts
- 1964: Outline of the Marxist Theory of Society
- 1964: Sociology for Everyday Life.
- 1965: Visions of a Human World: Studies on the social genesis and the function of sociology
- 1966: Culture and Society, Preliminaries
- 1972: Between Class and Elite. The Evolution of the British Labour Movement. A Sociological Study
- 1973: Culture as Praxis
- 1976: Socialism: The Active Utopia
- 1976: Towards a Critical Sociology: An Essay on Common-Sense and Emancipation.
- 1978: Hermeneutics and Social Science: Approaches to Understanding
- 1982: Memories of Class: The Pre-history and After-life of Class
- 1985 Stalin and the peasant revolution: a case study in the dialectics of master and slave
- 1987: Legislators and interpreters - On Modernity, Post-Modernity, Intellectuals
- 1988: Freedom
- 1989: Modernity and The Holocaust
- 1990: Paradoxes of Assimilation
- 1990: Thinking Sociologically. An introduction for Everyone
- 1991: Modernity and Ambivalence
- 1992: Intimations of Postmodernity
- 1992: Mortality, Immortality and Other Life Strategies
- 1993: Postmodern Ethics
- 1995: Life in Fragments. Essays in Postmodern Morality
- 1996: Alone Again - Ethics After Certainty
- 1997: Postmodernity and its discontents
- 1998: Work, consumerism and the new poor
- 1998: Globalization: The Human Consequences
- 1999: In Search of Politics
- 2000: Liquid Modernity
- 2001: Community. Seeking Safety in an Insecure World
- 2001: The Individualized Society
- 2001: Conversations with Zygmunt Bauman
- 2002: Society Under Siege
- 2003: Liquid Love: On the Frailty of Human Bonds
- 2003: City of fears, city of hopes
- 2004: Wasted Lives. Modernity and its Outcasts
- 2004: Europe: An Unfinished Adventure
- 2004: Identity: Conversations with Benedetto Vecchi
- 2005: Liquid Life
- 2006: Liquid Fear
- 2007: Liquid Times: Living in an Age of Uncertainty. Vertaald in het Nederlands als: Vloeibare tijden. Leven in een eeuw van onzekerheid (2010) 2018 (3).
- 2007: Consuming Life
- 2008: Does Ethic Have a Chance in a World of Consumers?
- 2008: The Art of Life
- 2011: Collateral Damage
- 2012: The End of The World
- 2012: (met David Lyon) Liquid Surveillance: A Conversation.
- 2013: (met Leonidas Donskis) Moral Blindness: The Loss of Sensitivity in Liquid Modernity.
- 2013: (met Stanisław Obirek) O bogu i człowieku. Rozmowy. Kraków: Wydawnictwo Literackie. Vertaald in het Engels als: Of God and Man.
- 2013: (met Michael Hviid Jacobsen en Keith Tester) What use is sociology? Conversations with Michael Hviid Jacobsen and Keith Tester.
- 2013: Does the Richness of the Few Benefit Us All?
- 2014: (met Carlo Bordoni) State of Crisis.
- 2015: (met Rein Raud) Practices of Selfhood.
- 2015: (met Irena Bauman, Jerzy Kociatkiewicz, en Monika Kostera) Management in a Liquid Modern World.
- 2016: (met Leonidas Donskis) Liquid Evil.
- 2016: (met Ezio Mauro) Babel.
- 2016: Strangers at Our Door.
- 2017: Retrotopia.
- 2017: (met Thomas Leoncini), Nati liquidi. Vertaald in het Nederlands als: De vloeibare generatie. Over veranderingen in het derde millennium (2018).